# Alfred Schmidt (súlyemelő)
Alfred Schmidt, 1936-tól Ain Sillak (Hageri, 1898. május 1. – Tallinn, 1972. november 5.) olimpiai ezüstérmes észt súlyemelő.

## Pályafutása
Először hosszútávfutóként versenyzett. 1919-ben miközben az észt hadseregben szolgált, kezdett el súlyemeléssel foglalkozni.
Az 1920-as antwerpeni olimpián pehelysúlyban ezüstérmes lett a belga Frans de Haes mögött és a svájci Eugène Ryter előtt.
1922-ben észt bajnok lett pehelysúlyban. Az 1922-es világbajnokságon nem indulhatott, mert túllépte versenyszáma testsúlyhatárát. 1923-ban visszavonult a versenyzéstől.  Birkózóversenyeken is bíráskodott, és tagja volt az Észt Sportszövetségnek. Később sportlövőként (trap) és versenybíróként vált ismertté, és az észt sportlövő szövetséget vezette. 1972. november 5-én Tallinnban hunyt el. A Rahumäe temetőben temették el.

## Sikerei, díjai
- Olimpiai játékok – 60 kg
  - ezüstérmes: 1920, Antwerpen
- Észt bajnokság – pehelysúly[2]
  - bajnok: 1922